# مانگتابا-فولبه
مانگتابا-فولبه شهری در شهرستان تیکاره در استان بام در بورکینافاسوی شمالی است و جمعیت آن ۲۲۹ نفر است.